# David Fernández (scheidsrechter)
David Fernández Borbalán (Almería, 30 mei 1973) is een Spaans voetbalscheidsrechter. Hij maakte in 2004 zijn debuut in de hoogste afdeling van het Spaanse voetbal, de Primera División. Hij werd in 2010 FIFA-scheidsrechter.

## Interlands
| Datum             | Wedstrijd                         | Uitslag | Competitie        | Kreeg geel | Kreeg voor de tweede keer geel en dus rood | Weggestuurd |
| ----------------- | --------------------------------- | ------- | ----------------- | ---------- | ------------------------------------------ | ----------- |
| 18 januari 2010   | Zuid-Korea – Finland              | 2 – 0   | Vriendschappelijk | 0          | 0                                          | 0           |
| 29 maart 2011     | Slowakije – Denemarken            | 1 – 2   | Vriendschappelijk | 0          | 0                                          | 0           |
| 3 juni 2011       | Wit-Rusland – Frankrijk           | 1 – 1   | EK-kwalificatie   | 4          | 0                                          | 0           |
| 11 oktober 2011   | Litouwen – Tsjechië               | 1 – 4   | EK-kwalificatie   | 3          | 0                                          | 1           |
| 12 oktober 2012   | Zwitserland – Noorwegen           | 1 – 1   | WK-kwalificatie   | 6          | 0                                          | 0           |
| 7 juni 2013       | Kroatië – Schotland               | 0 – 1   | WK-kwalificatie   | 4          | 0                                          | 0           |
| 10 september 2013 | Slowakije – Bosnië en Herzegovina | 1 – 2   | WK-kwalificatie   | 5          | 0                                          | 0           |
| 13 mei 2014       | Duitsland – Polen                 | 0 – 0   | Vriendschappelijk | 0          | 0                                          | 0           |
| 11 oktober 2014   | Finland – Griekenland             | 1 – 1   | EK-kwalificatie   | 6          | 0                                          | 0           |
| 29 maart 2015     | Albanië – Armenië                 | 2 – 1   | EK-kwalificatie   | 6          | 1                                          | 0           |
| 23 maart 2016     | Roemenië – Litouwen               | 1 – 0   | Vriendschappelijk | 1          | 0                                          | 0           |